# The Spotnicks
Groupe suédois de rock instrumental, les Spotnicks existent sous ce nom depuis 1961. Le groupe était toujours en activité en 2018 (concert à Tibro en Suède). Il a connu une grande popularité internationale dans les années 1962 à 1964 en s'imposant alors comme le plus célèbre groupe instrumental européen avec les Shadows.

## Histoire
Les Spotnicks se sont d'abord appelés "The Frazers". Ce quatuor, constitué à Göteborg en 1958, comprenait alors :
- Bo Winberg (né le 27 mars 1939) - Décédé le 3 janvier 2020, guitare solo;
- Bo Starander (né le 11 mars 1942) - Décédé le 3 mai 2020, guitare rythmique et chant ;
- Björn Thelin (né le 27 juin 1942) - Décédé le 26 janvier 2017[1], guitare basse ;
- Ove Johansson (né en 1940), batterie.

Cette composition restera inchangée jusqu'en 1963.
Les premiers temps, The Frazers se limitent à jouer dans des clubs de Göteborg et sa région. Dès 1960 le groupe commence à enregistrer, avec un matériel de fabrication artisanal imaginé par Bo Winberg, amplificateurs, enceintes, chambre d'écho pour Bo Winberg, des morceaux qu'on retrouvera plus tard sur les albums des Spotnicks. Il rencontre un manager et signe un contrat avec la maison de disques suédoise Karusell qui publie en mars 1961 un premier 45 tours simple comprenant Ghost Riders In the Sky et The Old Spinning Wheel. À cette occasion, le groupe change son nom en Spotnicks tandis que Bo Starander se fait désormais appeler Bob Lander.
Également produit en 1961, le second simple fait accéder les Spotnicks à la gloire internationale avec leur interprétation très personnelle de Orange Blossom Special, qui se classe parmi les plus hautes ventes dans toute l'Europe en 1962 et sera même n°1 en Australie. Les Spotnicks présentent alors une image délibérément liée à la science-fiction et à la conquête de l'espace, qui est la grande affaire de ces années-là. Beaucoup de leurs titres y font référence, ils posent et jouent vêtus de burlesques scaphandres de cosmonautes (ou d'extra-terrestres), leur nom de groupe est une allusion aux satellites soviétiques Spoutnik et leur son sidéral dégage une aura de haute technologie grâce au matériel construit par Bo Winberg. Les Spotnicks sont alors un des trois grands groupes mondiaux de rock instrumental, pratiquement à l'égal des Shadows britanniques et des Ventures américains.
En 1963, les changements débutent. Ove Johansson est remplacé par Derek Skinner à la batterie, qui sera remplacé en 1965 par Jimmy Nicol qui quittera le groupe en 1967 remplacé par Tommy Tausis.

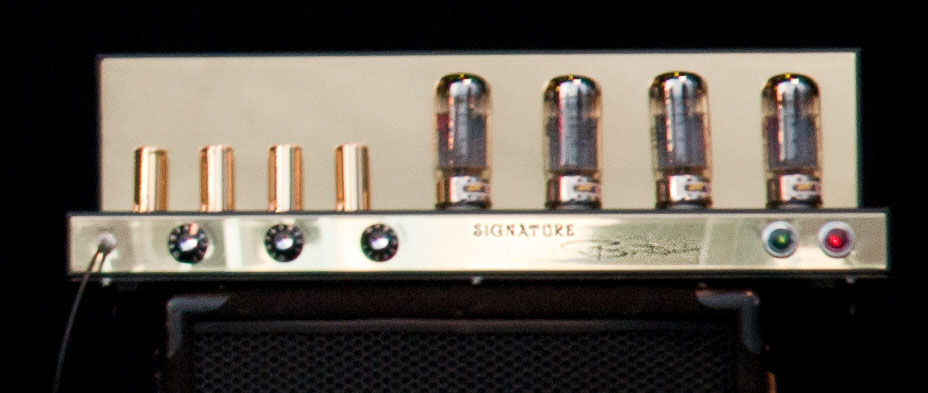
Ampli de conception "Bob WINBERG signature" ! qui restitue le son sidéral de la guitare Solo.

Être en pointe de la mode expose au risque d'être vite démodé : c'est ce qui arrive aux Spotnicks, qui passent au second plan dans la seconde moitié des années 1960, sauf en Suède où ils gardent un fidèle public ainsi qu'au Japon. Ils abandonnent à cette époque les connotations astronautiques avec une nouvelle tenue sur scène, et recentrent leur musique sur un style assez country rock, plus conforme aux vraies inclinations de Bo Winberg, et avec par la suite un musicien additionnel aux claviers, Peter Winsnes. Le groupe originel se sépare en 1968 après avoir été plusieurs fois en sommeil et au travers des changements de personnel, a gardé pour seul élément stable le leader Bo Winberg et de façon plus intermittente Bob Lander.
En un demi-siècle d'activité, les Spotnicks ont produit pas moins de 42 albums originaux et de compilations, et auraient vendu quelque 18 millions de disques.
En France, ils ont fait de nombreuses apparitions en concert et à la télévision entre 1962 et 1965, et ont même publié à l'intention du marché français, l'album « Devenez Soliste des Spotnicks » comprenant six de leurs principaux succès enregistrés successivement avec et sans partie solo de guitare — un karaoké guitaristique en quelque sorte.

## Titres tirés de l'international
Certains morceaux de leur répertoire ont été puisés dans des musiques traditionnelles d'Europe, du Moyen-Orient, d'Amérique style western, et même d'Asie avec leur album au Japon en 1967. Notamment : Comme-ci comme-ça (arrangement de Sur le pont d'Avignon), Happy Henrik's Polka (Lycklige Henriks Polka, Suède), Hava Nagila (Israël), The Rocket Man (Plaine, ma plaine, Russie), Spanish Gipsy Dance (España Cani, Espagne), Pick a Bale of Cotton, Say Mama, She She Little Sheila, Johnny Guitar, My Old Kentucky Home, Swing Low, Sweet Chariot (États-Unis), My Bonnie (Écosse), etc. Le groupe interprétra également la pièce musicale "Telstar" créée par The Tornados mais avec une orchestration différente

## Le son Spotnicks des années 60
La notoriété des Spotnicks dans leurs années de gloire 1961-1965 reposait sur leur sonorité très spécifique. Électronicien de formation, Bo Winberg avait développé et construit une sonorisation basée sur une préamplification centrale haute-fidélité à lampes de sa fabrication, reprenant les deux autres guitares, basse et rythmique ensemble sur leurs 2 amplis  (voir EP 45 t - PRC.339) - contrairement à l'habitude d'avoir un amplificateur indépendant par instrument, et relayée par un étage de puissance à base d'unités Dynaco Mark III, et des haut-parleurs énormes dont le plus gros faisait 30 pouces de diamètre. Bo Winberg avait au surplus construit une chambre d'écho à bande magnétique, avec de nombreuses têtes de lecture, d'une technologie supérieure à ce qui existait dans le commerce. Il faut aussi ajouter les guitares employées par Bo Winberg qui furent exclusivement des Fender Stratocaster pour leurs sonorités incomparables. 
Cet équipement hors-normes permettait aux Spotnicks de délivrer en concert un son très puissant, tout d'un bloc, sur leurs 2 amplificateurs de 135 Watts, immédiatement reconnaissable, associant des basses très profondes, à des aigües incisives et très définies. Ils furent d'ailleurs accusés de play-back PBC dans leurs concerts à ce sujet. 
Bo Winberg a aussi été un pionnier dans la liaison sans fil entre guitare et amplificateur, plusieurs décennies avant que cette solution entre dans les mœurs. Celle-ci fut la cause d'un incident resté célèbre : en 1963 à Paris, lors d'une répétition à l'Olympia avant un concert, la police est venue enquêter sur l'origine de perturbations radio-électriques, car le système de radio-transmission conçu par Bo Winberg utilisait la même bande de fréquences que la police parisienne.
Le soliste, Bo Winberg ne dédaignait pas d'utiliser aussi les plus élémentaires trucages de studio : la vélocité et rapidité ébouriffante du solo d'Orange Blossom Special qui fut leur premier hit, était due au fait, qu'il avait été enregistré au ralenti et qu'ensuite, il avait été accéléré sur la bande finale servant à la gravure du disque. Le but était de voir ce que cela donnait, pas de faire une arnaque.
Pourtant dans une vidéo diffusée sur Internet et enregistrée sur scène en Allemagne, Bo Winberg joue le morceau avec une très grande vélocité.
Leurs dernières apparition en concert eu lieu le 30/3/2018 à Göteborg au "Musikens".

## Discographie sélective (albums)
Albums publiés en Europe, précédents quelquefois leurs tournées, par les disques Président avec les enregistrements originaux de Karusell (Liste non exhaustive) :
- The Spotnicks in Paris (1962)
- The Spotnicks in London (Out-A-Space) (1962)
- The Spotnicks in Paris (Dansons avec les Spotnicks) (1963)
- Devenez soliste des Spotnicks (1963) - KVP 162 (film ?)
- The Spotnicks in Spain (Bailemos con los Spotnicks) (1964)
- The Spotnicks in Stockholm (1964)
- The Spotnicks in Berlin (1964)
- The Spotnicks at Home in Gothenburg (1965)
- The Spotnicks in Tokyo (1965)
- The Spotnicks Around the World (1966)
- The Spotnicks in Winterland (1966) (salle de spectacles à San-Francisco)
- The Spotnicks Live in Japan (1967)
- The Spotnicks in Acapulco (1967) enregistré au Mexique

Le groupe a publié également de très nombreux EP 45 t tout au long de leur carrière internationale.